# مارجوري بلاكوود
مارجوري بلاكوود هي لاعبة كرة مضرب كندية، ولدت في 1 مايو 1957.

## وصلات خارجية
- مارجوري بلاكوود على موقع رابطة محترفات التنس (الإنجليزية)
- مارجوري بلاكوود على موقع الاتحاد الدولي لكرة المضرب (الإنجليزية)
- مارجوري بلاكوود على موقع كأس بيلي جين كينغ (الإنجليزية)
- مارجوري بلاكوود على موقع خلاصة التنس.كوم (الإنجليزية)